# Jablanac
Jablanac ist ein Dorf in Kroatien an der Adria am Fuße des Velebit. Es befindet sich am Velebitkanal gegenüber der Insel Rab. 
In der Ortschaft befand sich ein Fährhafen, der bis zum 3. Juli 2012 das Festland mit der Insel Rab verbunden hat. 
Im Dorf befindet sich unter anderem das Hotel Ablana, ein Hafencafé (Ruža) und eine Hotel-Pension (Lux) sowie zentral am Hafen die örtliche Kirche St. Josef.
In der Ortschaft befindet sich die tiefstgelegene Berghütte Europas, die sich auf 20 m über dem Meeresspiegel befindet.
Etwa 15 Gehminuten von Jablanac befindet sich die Zavratnica-Bucht. Oberhalb von Jablanac erstreckt sich der Nationalpark Nord-Velebit.